# Nationalpark Guadeloupe
Der Nationalpark Guadeloupe (französisch Parc national de la Guadeloupe) ist ein Nationalpark im französischen Übersee-Département Guadeloupe.
Die Insel Basse-Terre enthält auf ihrem gebirgigen Mittelland weitgehend Tropenwälder. Die Idee, dort einen Nationalpark einzurichten, stammt aus dem Jahr 1970. Der Generalrat des Übersee-Départements arbeitete fortan auf die Realisierung des Nationalparks hin. Seit dem 20. Februar 1989 existiert er offiziell. Er umfasst ein Gebiet von rund 17.300 Hektar. Das sind rund zehn Prozent des gesamten Archipels. Zwei Drittel sind bewaldet. Die Höhe über Meer übersteigt teilweise 300 m, wobei der aktive Vulkan La Soufrière inmitten des Parks mit 1467 m die höchste Erhebung der Kleinen Antillen ist. Er kann über ausgewiesene Wege bestiegen werden.

## Flora und Fauna
Die Pflanzenvielfalt besteht aus etwa 300 Baumarten, sowie 270 Farn- und 100 Orchideenarten. 38 Vogel- und 17 Säugetierarten kommen im Nationalpark vor.

## Touristische Sehenswürdigkeiten
Im Süden der Insel, am Rande des Parks, liegen die Chutes du Carbet, eine Kaskade mit drei Wasserfällen von insgesamt 110 Metern Höhe. Auch die Cascade aux Ecrevisses (Flusskrebswasserfall) im Kern des Parks gehört zu den beliebtesten touristischen Attraktionen.